# Али (Горња Лоара)
Али (фр. Ally) насеље је и општина у централној Француској у региону Оверња, у департману Горња Лоара која припада префектури Бријуд.
По подацима из 2011. године у општини је живело 159 становника, а густина насељености је износила 5,11 становника/km². Општина се простире на површини од 31,13 km². Налази се на средњој надморској висини од 965 метара (максималној 1.109 m, а минималној 549 m).

## Демографија
| 1962. | 1968. | 1975. | 1982. | 1990. | 1999. | 2011. |
| ----- | ----- | ----- | ----- | ----- | ----- | ----- |
| 328   | 376   | 292   | 279   | 237   | 222   | 159   |

График промене броја становника у току последњих година